# Taraba (geslacht)
Taraba is een geslacht van vogels uit de familie Thamnophilidae (miervogels). Het geslacht telt één soort.
- Taraba major  –  Grote mierklauwier